# 格林斯克里克鎮區 (北卡羅萊納州傑克遜縣)
格林斯克里克鎮區（英語：Greens Creek Township）是位於美國北卡羅萊納州傑克遜縣的一個鎮區。

## 地方資料
格林斯克里克鎮區的面積為34.18平方千米，皆為陸地。根據2020年美國人口普查的數據，當地共有人口1512人，而人口密度為每平方千米44.24人。